# Tatra K2
Der Gelenktriebwagen Tatra K2 ist der Nachfolger des Tatra K1, welcher in den Jahren 1966–1983 von ČKD Tatra hergestellt wurde.

## Entwicklungsgeschichte

### K2
Nach den Erfahrungen mit den Tatra K1 wurde entschieden, die elektrische Ausrüstung des bereits bewährten Typs T3 einzubauen. Die Anzahl der Fahr- und Bremsstufen wurde erhöht, außerdem erhielt das mittlere Drehgestell eine mechanische Bremse. Die Beschleunigung war gegenüber den T3 etwas geringer. Die elektrische Steuerung UA 12 wurde vom T3 (TR 37) mit geringen Änderungen übernommen. 1966 wurde der Prototyp mit der Nummer 7001 zu Testfahrten in Prag eingesetzt. Danach war dieser Wagen bei der MSV (Internationale Maschinenbaumesse) mit der Nummer 7000 im Jahr 1966 ausgestellt. Nach der MSV wurde er in Most (deutsch Brüx) bis 1967 erprobt und im Jahr 1968 vom Hersteller nach Brünn verkauft. Hier fuhr der Prototyp zunächst mit der Nummer 607, 1969 wurde er in 1007 umnummeriert. 1989 wurde dieser Wagen mit den ältesten K2 von 1967 (1002–1006; der Wagen Nummer 1001 ist im Jahr 1988 niedergebrannt) und 1969 (1008–1022) abgestellt. Danach wurde er verschrottet.
Nach der erfolgreichen Erprobung wurde 1966 mit der Serienfertigung begonnen. Noch heute fahren in tschechischen und slowakischen Städten K2, teilweise noch im Ursprungszustand, teilweise aufwendig modernisiert.

### K2SU
Die Serienfertigung der in die Sowjetunion gelieferten Fahrzeuge erfolgte von 1967 bis 1970. Die kurze Produktionszeit rührt daher, dass Gelenkfahrzeuge in den sowjetischen Betrieben damals noch die Ausnahme waren und dadurch technisch eine Besonderheit darstellten. Ein Fahrzeug ist in Jekaterinburg erhalten geblieben, welches als historisches Fahrzeug mit der Nummer 801 aufgearbeitet wurde.

### K2YU
Diese Ausführung erhielt die Straßenbahn Sarajevo als einziger Betrieb Jugoslawiens. Der Unterschied zum K2 besteht dabei lediglich darin, dass der K2YU den Stromabnehmer über dem hinteren Drehgestell angebracht hatte. Außerdem hatte er die kleinen schmalen Linienanzeigen wie beim T3D. Insgesamt wurden zwischen 1973 und 1983 90 Wagen ausgeliefert, sie erhielten die Betriebsnummern 201 bis 290.

### Umbau zu K3R-N / SATRA III
Nach der Jahrtausendwende wurden in Brünn und Sarajevo modernisierte K2-Einheiten durch ein neues Niederflurmittelteil erweitert – diese Fahrzeuge sind nicht zu verwechseln mit anderen Umbauten, die aber aus jeweils 2 Tatra T3 Wagen entstanden und demzufolge auch eine andere Türanordnung im hinteren Teil aufweisen (z. B. Plzeň Tatra K3R-NT). Darüber hinaus sind die Mitteldrehgestelle auch nicht mittig unter Gelenk als bei dem Tatra K2 Spenderfahrzeug. Da der Umbau aus 2 T3 aufwendiger als beim K2 ist, wurden in Plzeň auch nur 4 K3 Gebaut.
Mit der Entwicklung des K2 wurde auch der dreiteilige K3 geplant. Gebaut wurde er nie. Erst ab 1985 wurde mit dem Tatra KT8D5 ein dreiteiliger Gelenk-Straßenbahnwagen produziert.

## Lieferungen
| Staat            | Stadt         | Typ    | Lieferjahre | Stückzahl | Nummerierung                                                                                        |        |
| ---------------- | ------------- | ------ | ----------- | --------- | --------------------------------------------------------------------------------------------------- | ------ |
| Jugoslawien      | Sarajevo      | K2YU   | 1973–1983   | 90        | 201–290                                                                                             | [ 1 ]  |
| Sowjetunion      | Charkiw       | K2SU   | 1968–1969   | 40        | 1901–1940                                                                                           | [ 2 ]  |
| Sowjetunion      | Kuibyschew    | K2SU   | 1967–1969   | 30        | 1001–1030                                                                                           | [ 3 ]  |
| Sowjetunion      | Moskau        | K2SU   | 1967–1970   | 60        | 151–211                                                                                             | [ 4 ]  |
| Sowjetunion      | Nowosibirsk   | K2SU   | 1967–1969   | 36        | 121–156                                                                                             | [ 5 ]  |
| Sowjetunion      | Rostow am Don | K2SU   | 1968        | 5         | 1001–1005                                                                                           | [ 6 ]  |
| Sowjetunion      | Jekaterinburg | K2SU   | 1967–1969   | 20        | 801–820                                                                                             | [ 7 ]  |
| Sowjetunion      | Tula          | K2SU   | 1969–1970   | 19        | 401–419                                                                                             | [ 8 ]  |
| Sowjetunion      | Ufa           | K2SU   | 1968–1969   | 35        | | [ 5 ]  |
| Tschechoslowakei | Bratislava    | K2     | 1969–1977   | 86        | 309–394                                                                                             | [ 9 ]  |
| Tschechoslowakei | Bratislava    | K2YU   | 1983        | 3         | 7085–7087                                                                                           | [ 9 ]  |
| Tschechoslowakei | Brünn         | K2     | 1967–1983   | 120       | 601–607 (607 – der Prototyp 7001), 1008–1117; die Nummern 1024, 1046 und 1105 wurde zweimal besetzt | [ 10 ] |
| Tschechoslowakei | Brünn         | K2YU   | 1983        | 15        | 1118–1132                                                                                           | [ 11 ] |
| Tschechoslowakei | Ostrava       | K2     | 1966–1969   | 8         | 802–809                                                                                             | [ 12 ] |
| Tschechoslowakei | Ostrava       | K2YU   | 1983        | 2         | 810–811                                                                                             | [ 12 ] |
| Summe:           | Summe:        | Summe: | Summe:      | 569       | |        |

Anfang der 70er wurde zusammen mit den Tatra KT4 und den Tatra T5A5 8000 auch ein Nachfolger für den K2 angedacht. Es gab eine Zeichnung und erste Pläne für so einen sechsachsigen zweiteiligen Gelenkzug. Aber auch wie der K3 wurde dieses Projekt nie verwirklicht. Die Bezeichnung wäre KT6.